# Strada facendo tour
Strada facendo tour è un giro di concerti realizzati nei palasport nel dicembre del 1981 da Claudio Baglioni dopo l’uscita del disco di successo Strada facendo.

## Descrizione
L'album Strada facendo vendette più di un milione di copie e le richieste per una versione live erano tante, consigliarono così a Baglioni di fare una cosa inusuale a quei tempi, pure per cantanti famosi come lui, cioè suonare nei palasport poiché più grandi e capienti rispetto alle palatende. Così nel dicembre del 1981, furono realizzate sedici date in giro per i palasport d'Italia. Spesso vicino al palco c'era un'enorme statua tridimensionale illuminata che rappresentava i quattro rettangoli blu, giallo, azzurro e rosso presenti nella copertina di Strada facendo. L'ultimo concerto venne realizzato il 20 dicembre a Napoli. Il tour del 1981 venne registrato e alcune parti trasmesse nel gennaio 1982 su Rai 3 e Canale 5. Visto il successo ottenuto, all'inizio del 1982, Claudio, i suoi collaboratori e la band progettarono di realizzare qualcosa di ancor più grande per il successivo tour; Alé Oó.